# Diseño Ford Kinetic

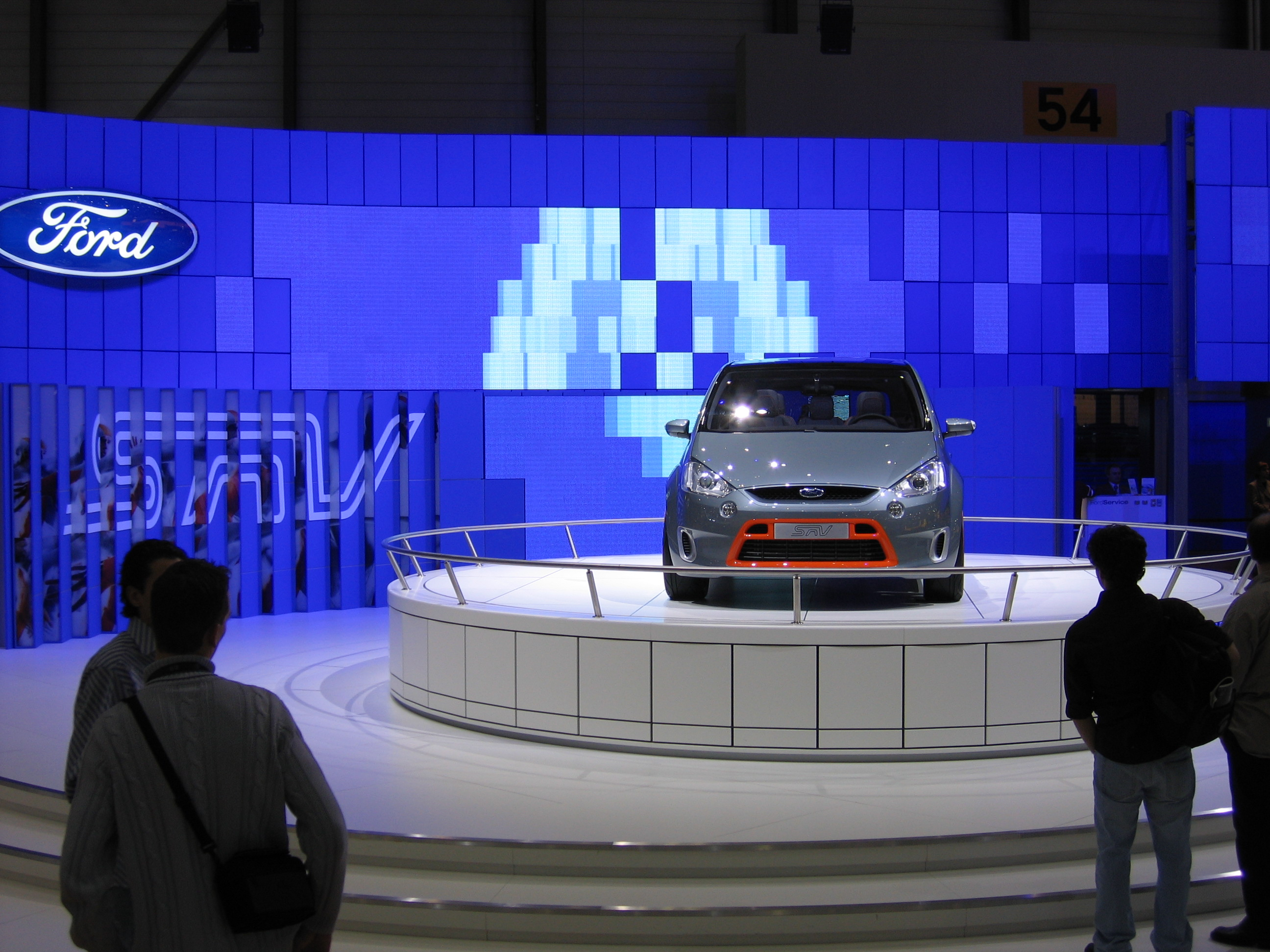
Ford SAV Concept (2005)

El diseño Kinetic es el nombre dado a un estilo de diseño de automóvil utilizado por el fabricante Ford a partir de 2005, en sustitución del estilo New Edge. Fue creado conjuntamente por los estudios de diseño de Ford de Alemania y Gran Bretaña. 
El primer vehículo diseñado bajo este concepto, presentado en el Salón del Automóvil de Ginebra de 2005, fue el prototipo Ford SAV, base del futuro S-MAX. Posteriormente, en el Salón del Automóvil de Frankfurt, también en 2005, se presentó el prototipo Ford Iosis, siendo el Mondeo el modelo que, estéticamente hablando, más se parece a este prototipo. 
Los vehículos desarrollados con el concepto Kinetic poseen un diseño estilístico más agresivo, con unas líneas menos suaves y mayor aerodinámica que sus predecesores. Los faros tienen una forma más alargada y se incluye una gran entrada de aire trapezoidal bajo la calandra. No obstante, tras un rediseño esta entrada de aire se hace más pequeña dando protagonismo a una calandra más voluminosa.
Con este nuevo concepto de diseño se han desarrollado los modelos S-Max, Galaxy y Mondeo a partir de 2006, C-Max y Kuga a partir de 2007, Ka y Fiesta a partir de 2008, y los vehículos comerciales de la marca.